# Otiothraea ghardaiensis
Otiothraea ghardaiensis es una especie de insecto coleóptero de la familia Chrysomelidae.
Fue descrita científicamente en 1989 por Warchalowski.